# Jüdischer Friedhof (Höxter)

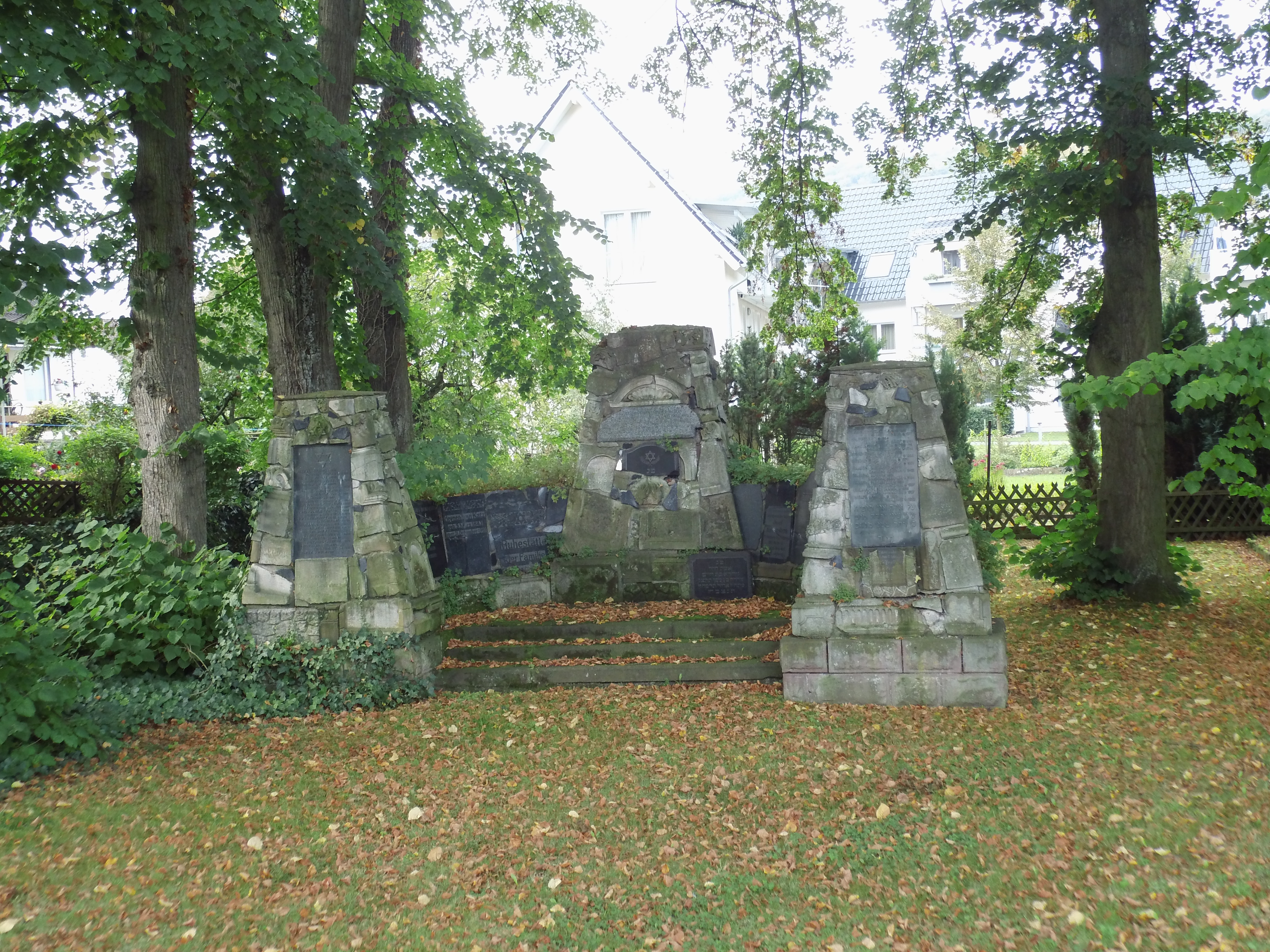
Jüdischer Friedhof in Höxter

Der Jüdische Friedhof Höxter befindet sich in der Stadt Höxter im Kreis Höxter in Nordrhein-Westfalen. Als jüdischer Friedhof ist er ein Baudenkmal.
Auf dem Friedhof an der Gartenstraße (zwischen den Straßen „An der Petrischule“ und „Papenbrink“) sind 18 Grabsteine erhalten. Darüber hinaus befinden sich Bruchstücke von über 100 Steinen in zwei Mahnmalen, die nach 1945 aus den Grabsteinresten errichtet wurden. Die Mahnmale stehen auf dem Friedhof links des Mittelweges. Die Inschriften auf den Bruchstücken sind teilweise noch lesbar.

## Geschichte
Der Friedhof wurde von 1839 bis 1941 belegt. Es wird vermutet, dass bis 1937 etwa 177 Begräbnisse auf dem Friedhof erfolgten.
In der NS-Zeit wurde der Friedhof nahezu vollständig verwüstet, allerdings nicht im November 1938. Nach einem Vermerk der Stadt Höxter waren die Grabsteine am 16. April 1943 noch erhalten. Die Zerstörungen wurden durch den Garnisonskommandanten veranlasst.

### Alter jüdischer Friedhof
Auf dem alten jüdischen Friedhof an der Straße „Hinter der Mauer“, erreichbar über die Corbiestraße, befinden sich keine Grabsteine mehr. Dieser Friedhof wurde bereits vor dem Jahr 1618 bis zum Anfang des 19. Jahrhunderts belegt.